# Резолюция 176 на Съвета за сигурност на ООН
Резолюция 176 на Съвета за сигурност на ООН е приета на 4 октомври 1962 г. по повод кандидатурата на Алжир за членство в ООН. С Резолюция 176 Съветът за сигурност препоръчва на Общото събрание на ООН Алжир да бъде приет за член на Организацията на обединените нации.
Резолюция 176 е приета с мнозинство от 10 гласа „за“, като Република Китай гласува „въздържал се“.